# رونا هارتنر
رونا هارتنر (بالفرنسية: Rona Hartner)‏ (9 مارس 1973 - 23 نوفمبر 2023)، هي مغنية وممثلة رومانية وفرنسية، وُلِدت في 9 مارس 1973 ببوخارست في رومانيا.

## وصلات خارجية
- رونا هارتنر على موقع IMDb (الإنجليزية)
- رونا هارتنر على موقع ألو سيني (الفرنسية)
- رونا هارتنر على موقع ميوزك برينز (الإنجليزية)
- رونا هارتنر على موقع أول موفي (الإنجليزية)
- رونا هارتنر على موقع قاعدة بيانات الأفلام السويدية (السويدية)
- رونا هارتنر على موقع أول ميوزيك (الإنجليزية)
- رونا هارتنر على موقع ديسكوغز (الإنجليزية)
- رونا هارتنر على موقع قاعدة بيانات الفيلم (الإنجليزية)
- رونا هارتنر على موقع كينوبويسك (الروسية)